# Certified Senders Alliance
Die Certified Senders Alliance (CSA) ist ein Selbstregulationsprojekt des Verbandes der Internetwirtschaft eco e. V. in Kooperation mit dem Deutschen Dialogmarketing Verband, das im Jahr 2004 als erstes seiner Art in Europa den Betrieb aufnahm.  
Ziel ist es, dass elektronische Post, die mit Zustimmung des Empfängers durch seriöse Massenanbieter verschickt wird, den Kunden auch tatsächlich erreicht und nicht bereits auf Provider-Servern durch Spamfilter ausgesondert wird.

## Verfahrensweise
Um die Zustellung seriöser E-Mails zu gewährleisten, pflegt die CSA eine Positivliste. Absender, die in dieser Liste geführt werden wollen, müssen bestimmte Kriterien erfüllen. Zu den zwingenden Kriterien, welche insbesondere die Gesetzlichkeit der Angebote sowie die eindeutige Zuordnung der Sendung gewährleisten, zählen: Opt-in, Impressum, Widerrufsmöglichkeit und Abmeldefunktion, klare Identität, alleinige technische Kontrolle über die Versandserver, keine weiteren Dienste auf dem Versandserver, eindeutiger A-Record & passender rDNS-Eintrag, formgerechte  WHOIS-Einträge, Listenhygiene  Bouncehandling, SPF & DKIM sowie List-Unsubscribe-Header.
Um von der CSA zertifiziert und in die Positivliste aufgenommen zu werden, müssen sich Anbieter schriftlich bewerben, Beispiele ihrer Services zur Verfügung stellen und die CSA-Kriterien implementieren. Über die Aufnahme entscheidet ein Zertifizierungsausschuss. Über 100 Versender wurden von der CSA bislang zertifiziert. Die Aufnahme in die Liste ist kostenpflichtig.
Die CSA kooperiert mit der eco Beschwerdestelle, bei der Nutzer Verstöße gegen die CSA-Kriterien melden können. Die CSA legt regelmäßig offen, welche Anbieter wegen Verstößen gegen technisch und/oder rechtliche Kriterien die zulässige Anzahl an Rügen überschritten haben oder von der Positivliste ausgeschlossen wurden.
Die CSA Positivliste wird unter anderen von folgenden Providern verwendet: AOL, Arcor, Freenet, Host Europe, Microsoft, Vodafone Kabel Deutschland und Pironet, die United-Internet-Unternehmen GMX, 1&1 Internet AG und Web.de sowie Yahoo und Yandex.
Einmal jährlich findet mit dem CSA-Summit ein Kongress statt, bei dem es u. a. um aktuelle rechtliche Anforderungen an das E-Mail Marketing geht, beispielsweise durch die DSGVO. Außerdem werden technische Anforderungen und Trends in diesem Bereich diskutiert.